# Adolphe Teikeu
Adolphe Teikeu Kamgang (Bandjoun, 23 giugno 1990) è un calciatore camerunese, difensore del Saint-Brice.

## Carriera

### Club
Ha giocato nei campionati ucraino, russo e francese.

### Nazionale
Nel 2009 ha partecipato ai Mondiali Under-20.
Ha esordito con la maglia della nazionale camerunese nel 2016, venendo convocato per la Coppa d'Africa 2017.

## Palmarès

### Nazionale
- Coppa d'Africa: 1

Gabon 2017